# 주감중학교
주감중학교(周甘中學校)는 대한민국 부산광역시 사상구 주례동에 있는 공립 중학교이다.

## 학교 연혁
- 1992년 12월 23일 : 교사신축 기공식
- 1993년 12월 26일 : 주감여자중학교 설립인가(8학급)
- 1994년 3월 1일 : 초대 김석환 교장 취임
- 1994년 3월 5일 : 제1회 입학식(8학급 440명)
- 1996년 3월 1일 : 본관 5층 건물 완공
- 1997년 2월 15일 : 제1회 졸업식(396명)
- 1997년 10월 30일 : 교육부 지정 인성교육 시범학교 운영 보고회
- 2000년 3월 1일 : 남녀 공학 주감중학교로 개편 (8학급) (남 4, 여 4학급)
- 2002년 3월 4일 : 급식소 개소
- 2002년 10월 31일 : 학교 도서관 활성화 사업 지원 사업, 도서관 재개관
- 2004년 10월 23일 : 다목적 강당(송덕관) 개관식
- 2010년 9월 1일 : 학교문화선도 연구학교 운영
- 2025년 2월 7일 : 제29회 졸업식(103명) 누계 6,542명
- 2025년 3월 1일 : 제15대 박지윤 교장 취임
- 2025년 3월 4일 : 제32회 신입생 입학(4학급 115명)

## 참고 자료
- 주감중학교 - 한국교육학술정보원 학교알리미